# سوف شیشه‌ای معمولی
سوف شیشه‌ای معمولی (نام علمی: Centropomus undecimalis) نام یک گونه از سرده سوف‌های شیشه‌ای است.